# Проективна геометрия
Проективната геометрия е дял от геометрията, изучаващ свойствата на геометричните обекти и техните свойства при геометрично проектиране (като се отчетат налични или отсъстващи проективни трансформации). 
Това означава, че в сравнение на Евклидовата геометрия, проективната геометрия дава допълнителни, различни проективни пространства, обекти в тях, и в същото време селективен набор от основни геометрични концепции.
Проективната геометрия ползва проективна плоскост (рус.) или равнина, или 3D пространство, като пространствата могат да бъдат вариативни в зависимост от комплексната динамиката на плановата система.
Това включва инварианта теория (Invariant theory), синтетична геометрия, проективна диференциална геометрия. 
Такива свойства са, например, многолинеарността и двойното отношение на четири точки. Обичайните свойства на обектите познати от евклидовата геометрия, като равенство между ъгли, еднаквости, успоредност и перпендикулярност, понякога се запазват при проективните трансформации, но понякога се използва комплексна динамика. При теоретико-груповия подход към геометрията, Ерлангенска програма, проективните трансформации се разглеждат като елементи на проективната група - {\displaystyle PGL}. Съществуват няколко системи за аксиоматично изграждане на проективната геометрия. Предметът възниква при изследване свойствата на перспективата и перспективата в математиката от Леонардо да Винчи и Блез Паскал, както и Албрехт Дюрер, Херман Грасман и други.